# Gilles-Antoine Langlois
Pour les articles homonymes, voir Langlois.
Gilles-Antoine Langlois-Berthelot dit Gilles-Antoine Langlois est un historien, urbaniste et écrivain français.   
Il est le fils de l'écrivain et diplomate Jean-Marc Langlois-Berthelot et le petit-fils du résistant et homme politique Constant Mougard. 
Il est le frère du financier et administrateur culturel Maxence Langlois-Berthelot et de la libraire et éditrice Marcelline Langlois-Berthelot. 
Il est actuellement Professeur émérite titulaire d'une HDR à l'École nationale supérieure d'architecture de Paris-Val de Seine et chercheur associé à l'École nationale supérieure d'architecture de Versailles et dans l' UMR  5319 Passages CNRS (Bordeaux)/Université Bordeaux-Montaigne/Université de Bordeaux.  Il a aussi enseigné à l'École nationale supérieure d'architecture et de paysage de Bordeaux, à l'Ecole nationale supérieure d'architecture de Versailles et à l'Institut d'Urbanisme de Paris. C'est également l'auteur de plusieurs ouvrages et articles scientifiques. 
Il a travaillé avec plusieurs institutions américaines en particulier en Louisiane avec le musée The Historic New-Orleans Collection (HNOC) et a été chercheur invité en Chine à l'Académie des Arts de Chine. 

## Biographie

### Formation
Il  a soutenu deux  thèses de doctorat : une en histoire sous la direction de Pierre Chaunu (Sorbonne, 1990), et une en urbanisme et aménagement sous la direction de Jean-Pierre Frey (Institut d'urbanisme de Paris, 1999). Il a également obtenu une habilitation à diriger des recherches en Histoire moderne et contemporaine (Paris Saclay-UVSQ, 2013) garantie par Jacques Pothier (IECI/UVSQ). 

### Publications dans le champ de la littérature
Langlois est diplômé en lettres modernes et a passé le début de sa carrière à travailler dans ce champ disciplinaire comme écrivain et enseignant. Ses travaux de recherches sont souvent inspirés par ce goût pour la littérature. Il a notamment publié plusieurs recueils de poésie aux éditions Mémoire Vivante et y occupe des fonctions éditoriales. 

### Recherches en histoire et en urbanisme
Ses travaux s'inscrivent dans une histoire culturelle et sociale de l'urbain et de l'architecture et portent sur le rapport entre procès d'urbanisation, projets et politiques publiques. Il a développé une expertise dans l'histoire de l'urbanisme colonial et de la ségrégation des espaces en Louisiane et à Saint-Domingue en collaboration avec des centres de recherches américains et une expertise sur le projet d'urbanisme comme prisme des conflits sociaux dans l'agglomération parisienne.  

### Travaux avec des institutions nationales et internationales
Il a organisé plusieurs expositions, en collaboration avec le ministère de la Culture et de la Communication, le ministère des Affaires étrangères, la Ville de Paris et The Historic New-Orleans Collection et publié plus de 20 ouvrages. 
Il a réalisé en 2003 le site internet bilingue de référence sur l'histoire de la Louisiane française  www.louisiane.culture.fr  (versions en français et en anglais), assuré des éditions scientifiques et publié de nombreuses contributions dans des ouvrages collectifs, revues scientifiques, et encyclopédies, en France et aux États-Unis.   

## Publications
- Folies, tivolis et attractions, Les premiers parcs de loisirs parisiens, Paris, 1991
- Jours de fête, De Tivoli à Eurodisneyland, Paris, 1992
- Le XIIIe arrondissement, une ville dans Paris, Paris, 1993
- Tours, images d'une ville 1895-1995, Tours, 1995
- Le guide du promeneur, XIIIe arrondissement, Paris, 1996 (2e éd. 2000)
- Le XVe arrondissement, l'étendue de la réussite, Paris, 1996
- Le XIIe arrondissement, traditions et actualités, Paris, 1996
- Montparnasse et le XIVe arrondissement, Paris, 2000
- Histoire d'un quartier de Paris, de la Salpêtrière à la Bibliothèque nationale de France, Paris, 2000
- Ville d'Is (poésie, éditions Mémoire Vivante), Paris, 2001
- La Louisiane française / French Louisiana, 1682-1803, site internet bilingue, 2003
- Plaquemine, suivi de Bitume de Judée (poésie, éditions Mémoire Vivante), Paris, 2003
- Des villes pour la Louisiane française, théorie et pratique de l'urbanistique coloniale au XVIIIe siècle, Paris, 2003
- Pannecière, Les lacs-réservoirs du bassin de la Seine I, Paris, 2003
- Le lac d'Orient, Les lacs-réservoirs du bassin de la Seine II, Paris, 2004
- Le lac du Der-Chantecoq, Les lacs-réservoirs du bassin de la Seine III, Paris, 2004
- Le lac Amance - le lac du Temple, Les lacs-réservoirs du bassin de la Seine IV, Paris, 2005
- Noire Sœur (poésie, éditions Mémoire Vivante), Paris, 2006
- Le bassin de la Villette, Paris, 2007
- La Pitié-Salpêtrière, Paris, 2012.
- Seeking the Unknown: Natural History Observations in Louisiana, New Orleans, 2013